# Vladimír Kýhos
Vladimír Kýhos, češki hokejist, * 23. junij 1956, Chomutov, Češka.
Kýhos je v češkoslovaški ligi igral za klube HK Dukla Trenčín, HC Litvínov in HC Plzeň. Ob koncu kariere je igral tudi za kluba Jokipojat Joensuu in Hermes Kokkola v finski ligi. Leta 1984 je bil kot 139. izbran na NHL naboru s strani kluba Minnesota North Stars, toda v ligi NHL ni nikoli zaigral.
Za češkoslovaško reprezentanco je igral na dveh Olimpijskih igrah 1984, kjer je bil dobitnik srebrne medalje.

## Pregled kariere (nepopoln)
Odebeljeno - reprezentančni nastopi, glej tudi Statistika pri hokeju na ledu.
| Moštvo            | Liga               | Sezona |    | Redni del | Redni del | Redni del | Redni del | Redni del | Redni del |   | Končnica | Končnica | Končnica | Končnica | Končnica | Končnica |
| ----------------- | ------------------ | ------ | -- | --------- | --------- | --------- | --------- | --------- | --------- | - | -------- | -------- | -------- | -------- | -------- | -------- |
| Moštvo            | Liga               | Sezona | OT | G         | P         | T         | +/-       | KM        | OT        | G | P        | T        | +/-      | KM       |          |          |
| HC Plzeň          | Češkoslovaška liga | 86/87  |    | 37        | 10        | 22        | 32        |           | 34        |   |          |          |          |          |          |          |
| Jokipojat Joensuu | Finska 2. liga     | 88/89  |    | 42        | 23        | 44        | 67        | +52       | 58        |   | 5        | 1        | 2        | 3        |          | 22       |
| Jokipojat Joensuu | Finska liga        | 89/90  |    | 44        | 7         | 18        | 25        | -25       | 28        |   |          |          |          |          |          |          |
| Hermes Kokkola    | Finska 3. liga     | 90/91  |    | 31        | 11        | 55        | 66        |           | 44        |   |          |          |          |          |          |          |
| Skupaj            |                    |        |    | 152       | 51        | 139       | 190       | +27       | 164       |   | 5        | 1        | 2        | 3        |          | 22       |